# برج تامينغ ساري
برج تامينغ ساري هو برج جيروسكوبي يبلغ ارتفاعه 110 مترًا، ويتكون من 24 طابقًا ويقع في مدينة ملقا، ماليزيا. أول وأطول برج جيروسكوب في ماليزيا، تم افتتاح البرج للجمهور في 18 أبريل 2008 وافتتحه رئيس وزراء ملقا آنذاك محمد علي رستم في 17 مايو 2008، وتم أخذ تصميمه من الأسطورة التي تحمل نفس الاسم والتي كانت مملوكة لـ Hang Tuah. يوفر البرج إطلالة بانورامية بزاوية 360 درجة على مدينة ملقا وما بعدها، ويمكنه استيعاب 80 شخصًا لكل جلسة مشاهدة، والتي تستغرق حوالي 7 دقائق.